# Crave Entertainment
Crave Entertainment var ett amerikanskt datorspelföretag som gick i konkurs 2012. Under sin livstid publicerade de spel för Dreamcast, Wii, Nintendo DS, Game Boy Advance, Nintendo 64, Nintendo GameCube, PlayStation, PlayStation 2, PlayStation 3, Playstation Portable, Xbox och Xbox 360.